# Khu liên hợp thể thao Anyang
Khu liên hợp thể thao Anyang (tiếng Hàn Quốc: 안양종합운동장) là một khu liên hợp thể thao ở Anyang, Gyeonggi, Hàn Quốc. Khu liên hợp bao gồm Sân vận động Anyang (đôi khi có ghế ngồi tạm thời màu tím cho các trận đấu bóng đá), Nhà thi đấu Anyang, hồ bơi, sân băng và sân quần vợt.

## Sân vận động Anyang
Đây là một sân vận động đa năng và hiện được sử dụng chủ yếu cho các trận đấu bóng đá. Đây từng là sân nhà của Anyang LG Cheetahs trước khi đội chuyển đến Seoul. Hiện tại, đây là sân nhà của FC Anyang. Sân vận động có sức chứa 17.143 người và được khánh thành vào năm 1986.

## Nhà thi đấu Anyang
Đây là một nhà thi đấu thuộc Khu liên hợp thể thao Anyang. Nhà thi đấu có sức chứa 6.690 khán giả và được xây dựng vào năm 2000. Đây là sân nhà của câu lạc bộ Anyang KGC thuộc Giải bóng rổ vô địch quốc gia Hàn Quốc.

## Sân băng Anyang

Sân băng Anyang vào năm 2018

Đây là sân nhà của câu lạc bộ HL Anyang thuộc Asia League Ice Hockey từ năm 2004. Nhà thi đấu có sức chứa 1.284 khán giả.